# David ben Shlomo ibn Yahya
David ben Shlomo ibn Yahya est un rabbin, grammairien, philosophe et exégète des XVe et XVIe siècles (Lisbonne, 1455 - Corfou, 1528). 

## Éléments biographiques
Rabbin de la communauté de Lisbonne à partir de 1476, il est accusé, en 1492, d'encourager les Nouveaux Chrétiens à retourner au judaïsme et condamné au bucher par le roi Jean II. En 1493, il tente de fuir à Naples avec sa famille mais, capturé, il est contraint de vendre l’ensemble de sa bibliothèque pour racheter sa liberté. 
Il émigre à Constantinople puis à Corfou, où il meurt dans l'indigence. 

## Œuvre
David ben Shlomo ibn Yahya est principalement connu pour son Leshon Limmoudim, un manuel de grammaire destiné à son parent David ben Joseph ibn Yahya, où il s’en prend au modèle établi par David Kimhi. Le livre a été publié à Constantinople (1506, 1528) et à Venise (1542). 
Une lettre qu'il a adressée à un riche coreligionnaire, Yeshaya Messene, pour obtenir son aide a été copiée par Joseph David Sinzheim et publiée par Heinrich Graetz (in Geschichte des Judenthums vol. viii., pp. 482-483).
Eliakim Carmoly ajoute à la liste de ses œuvres :
- un commentaire sur la Mishna, intitulé Kab veNaqi (Lisbonne, non datable),
- un florilège d’exégèse biblique (2d éd. à Venise, en 1518 ; 4e éd. à Salonique, 1522),
- le Shekel HaKodesh (Constantinople, 1520) sur les règles de la poésie hébraïque,
- Tehila leDavid, un commentaire inachevé sur le Livre des Psaumes,
- Hilkhot Treifot (Constantinople, 1520), une monographie sur les bêtes déclarées impures après abattage rituel
- un commentaire au Guide des Égarés de Maïmonide, paru en appendice à la lettre à Messene.